# Alessandro Rizza
Alessandro Giulio Rizza (Syracuse, 26 februari 1817 – aldaar, 9 september 1866) was een Italiaans natuurwetenschapper, medicus en patriot die streed voor de eenmaking van Italië in het koninkrijk der Beide Siciliën.

## Levensloop

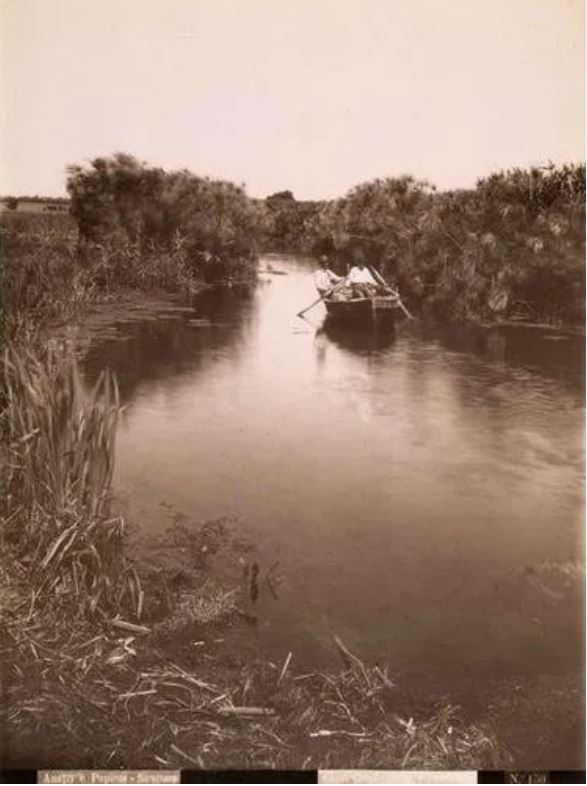
Rivier Anapo nabij Syracuse, foto circa 1880

De twintigjarige Rizza die les gaf aan de middelbare school Tommasso Gargallo in Syracuse, richtte in parallel een private school op (1836), die hij noemde de Accademia Archimede. Dit was genoemd naar de Griekse wiskundige Archimedes uit Syracuse. In zijn academie jaar onderwees hij de geschiedenis van Sicilië. Rizza illustreerde zijn lessen met de kunstschatten die in Syracuse te bezichtigen zijn. Met zijn academie wou hij bij jongeren een patriottische interesse bijbrengen en dit op een moment dat Sicilië in de houdgreep lag van het Bourbonregime op de beide Siciliën. 
In 1837 brak in Syracuse cholera uit, gevolgd door een revolte tegen het autoritair Bourbonregime. De geheime politie ontbond de Accademia Archimede en Rizza dook onder. In deze periode behaalde hij het diploma van medicus in het buitenland. 
In 1843 richtte hij met andere patriotten de Gabinetto Letterario op, dat een literaire kring was. De literaire kring hield zich officieel niet bezig met politiek en geschiedenis, doch dit was schijn. Ondergronds hadden Rizza en de zijnen contact met extremistische anti-Bourbon groepen zoals de Carbonari. Rizza ging door met het promoten van het Italiaans patriottisch gedachtegoed bij studenten. 
Tevens wierp hij zich op de natuurwetenschappen. In 1839 publiceerde hij Descrizione di alcuni crostacei nuovi del golfo di Catania, een studie over schaaldieren in de Golf van Catania. Hij bestudeerde, in nasleep van de cholera, een verbetering van de drinkwatertoevoer; zo kwam hij tot plannen voor kanalisatie van de rivieren Cassabile, Ciane en Anapo in en rond Syracuse. In 1845 toonde hij op een natuurwetenschappelijk congres in Napels, de hoofdstad der Beide Siciliën, zijn studie over weekdieren. In La Revista Annuale di Siracusa publiceerde hij wetenschappelijke observaties, die veelal eindigden met een patriottische ondertoon.
In 1859 ontplofte de politieke situatie in Sicilië met de opstand tegen het Huis Bourbon en de invasie door de Roodhemden van Garibaldi. Voor Rizza was het moment gekomen om een eigen krant uit te geven: Il Papiro. Na de ineenstorting van het koninkrijk der Beide Siciliën en de aanhechting aan het jonge koninkrijk Italië (1861) stierf Rizza enkele jaren later (1866). 
Zijn medewerker Emanuele De Benedictis publiceerde postuum in 1868 al diens aantekeningen onder de titel Memorie sull’ingegno, gli studi e gli scritti del medico Alessandro Rizza. De geschriften behandelden de geschiedenis van Syracuse, het ontstaan van cholera, hygiëne, mariene biologie, hydrotherapie en de relatie tussen het Suezkanaal en Syracuse. Ook zijn plannen voor de bouw van scholen, een stedelijk theater, een openbare zwembad en een zeehaven voor grote vrachtschepen kwamen naar buiten.
Zijn jongere broer Gian Battista Rizza werd nadien burgemeester van Syracuse en voerde een aantal plannen van Alessandro Rizza uit.

## Eerbewijzen
- Een economische hogeschool in Syracuse draagt zijn naam: Istituto Superiore A. Rizza.[3]
- Een ziekenhuiscampus in Syracuse is naar hem vernoemd: Ospedalo Alessandro Rizza.[4]